# بلوف (فیلم)
بلوف فیلمی به کارگردانی ساموئل خاچیکیان و نویسندگی علی شاه‌حاتمی ساختهٔ سال ۱۳۷۱ است.

## خلاصه داستان
رسول با بازی خسرو شکیبایی که متخصص بازکردن گاوصندوق است به اتهام سرقت به زندان می‌افتد پس از آزادی از زندان به خواهرش مریم قول می‌دهد که دیگر به دنبال کارهای خلاف نرود اما ناخواسته بایک باند قاچاق عتیقه آشنا می‌شود وبدون آنکه پی به هدف آنان ببرد با آنان همکاری می‌کند که باورود پلیس به ماجرا وپس از اتفاقات متعدد ازدست این باند خلاص می‌شود…

## بازیگران
- خسرو شکیبایی
- رضا رویگری
- حسین یاریار
- آتنه فقیه‌نصیری
- مهشید افشارزاده
- کامران باختر
- عزت‌الله رمضانی‌فر
- اکبر معززی
- ژانت وسکانیان
- عباس قاجار
- داریوش اسدزاده
- فرخ‌لقا هوشمند
- امیرحسین خان‌شهری
- احمدرضا جغتایی
- حسن شریفی
- علی سلیمانی مجد
- بهروز زهره‌وند
- غفار رضایی
- عبادالله به‌افروز
- محمدباقر کرمی
- غلامرضا سعادت
- منصور مرید
- مجید عبدالعظیمی